# نولان وايت
نولان وايت (بالإنجليزية: Nolan White) هو مهندس أمريكي، ولد في 26 فبراير 1931 في سان دييغو في الولايات المتحدة، وتوفي في 20 أكتوبر 2002 في سولت ليك في الولايات المتحدة.